# 帕尔梅托 (阿拉巴马州)
帕尔梅托（英語：Palmetto）是一個位於美國阿拉巴馬州皮肯斯縣的非建制地區。該地的面積和人口皆未知。

## 地理
帕尔梅托的座標為33°29′02″N 87°58′40″W / 33.48389°N 87.97778°W，而該地的平均海拔高度為110米（即361英尺）。